# Juiz eletrônico de linha

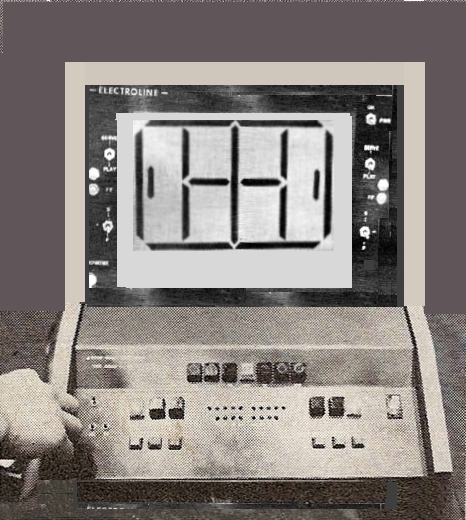
O Electroline; O primeiro Juiz eletrônico de linha computadorizado, dispositivo introduzido em 1974.

Um Juiz eletrônico de linha é um dispositivo usado no tênis para detectar automaticamente onde a bola tem sido aterrissada. As tentativas de revolucionar o tênis nas chamadas dos juízes começaram no inicio da década de 1970 e tem sido resultado, cada vez mais no desenho, desenvolvimento e trajetória em métodos computadorizados pelo juiz eletrônico de linha. Os métodos tem sido baseados através da pressão de sensores que detectam o magnetismo ou condução elétrica da bolas de tênis, feixes de laser infravermelho, e mais recentemente câmeras de vídeo.